# Imperio de mentiras
Imperio de mentiras es una telenovela de drama policíaco mexicana producida por Giselle González para Televisa en 2020. Es una versión libre de la serie de televisión turca Kara Para Aşk, siendo adaptada por Leonardo Bechini y María Elena López. Se estrenó por Las Estrellas el 14 de septiembre de 2020 en sustitución de la primera temporada de El Dragón: El regreso de un guerrero, y finalizó el 17 de enero de 2021 siendo reemplazado por Te acuerdas de mí.
Está protagonizada por Angelique Boyer y Andrés Palacios, junto con Leticia Calderón, Alejandro Camacho, Javier Jattin, Michelle González, Hernán Mendoza e Iliana Fox en los roles antagónicos. Acompañados con las actuaciones estelares de Alejandra Robles Gil, Iván Arana, Susana González, Juan Martín Jáuregui y las primeras actrices Patricia Reyes Spindola, Cecilia Toussaint y Verónica Langer.

## Premisa
La historia se centra en un humilde y honesto oficial de policía, y una joven de familia adinerada, que se aventuran en una pasión tan imparable como prohibida. Después de que su padre y la novia del expolicía son asesinados en extrañas circunstancias, la pareja investiga las misteriosas muertes para descubrir la verdad. Juntos descubren poderosos secretos de un mundo de corrupción que no conocían, todo esto mientras luchan por defender su amor y aprenden a confiar el uno en el otro.

## Reparto
Una parte del reparto se confirmó el 27 de febrero de 2020, mientras que otro el 2 de julio del mismo año, ambas a través de la página web oficial de People en Español.

### Principales
- Angelique Boyer como Elisa Cantú Robles
- Andrés Palacios como Leonardo "Leo" Velasco Rodríguez
- Alejandro Camacho como Eugenio Serrano
- Leticia Calderón como Victoria Robles de Cantú
- Susana González como Renata Cantú Robles de Arizmendi
- Patricia Reyes Spíndola como Sara Rodríguez de Velasco
- Hernán Mendoza como José Luis Velasco Rodríguez
- Iván Arana como Darío Ramírez "La Cobra"
- Alejandra Robles Gil como María José "Majo" Cantú Robles
- Javier Jattin como Fabricio Serrano
- Michelle González como Fernanda Navarro
- Juan Martín Jáuregui como Marcelo Arizmendi
- Luz Ramos como Adriana Sánchez
- Ricardo Reynaud como Mario Garduño[10]
- Cecilia Toussaint como Nieves Sandoval de Álvarez
- Pilar Ixquic Mata como Teresa de Velasco[10]
- Carlos Aragón como Gilberto "El Tapia"
- Verónica Langer como Piedad Ramírez
- Adalberto Parra como Justino Álvarez
- Alicia Jaziz como Clara Álvarez Sandoval
- Assira Abbate como Leslie Velasco
- Sandra Kai como Sonia de Serrano

### Recurrentes e invitados especiales
- Enrique Singer como Augusto Cantú
- Jessica Decote como Julia Álvarez Sandoval
- Héctor Holten
- Enoc Leaño como Reynaldo Ferrer
- Carlos Torres como Mauricio
- Iliana Fox como Cristina Olasábal[11]

## Episodios
| N.º | Título                                                     | Fecha de emisión original | Audiencia (millones) |
| --- | ---------------------------------------------------------- | ------------------------- | -------------------- |
| 1 | «Doble homicidio»                                          | 14 de septiembre de 2020  | 2.8                  |
| Augusto Cantú y Julia, la prometida de Leonardo, aparecen muertos en un vehículo; Darío amenaza a Elisa con matarla. - Nota: Este episodio se preestrenó el 11 de septiembre de 2020 a través de la página oficial y la cuenta en Youtube de Las Estrellas. |                                                            |                           |                      |
| 2 | «Una niña bien convertida en ladrona»                      | 15 de septiembre de 2020  | 2.2                  |
| Leonardo descubre que Elisa podría estar involucrada en el tráfico de arte prehispánico, y además que la muerte de Julia se trató de un montaje. |                                                            |                           |                      |
| 3 | «La nueva directora del Grupo Cantú»                       | 16 de septiembre de 2020  | 2.4                  |
| Elisa toma el poder de la empresa, pero Renata exige lo que le corresponde; Victoria es sospechosa de la muerte de Augusto Cantú. |                                                            |                           |                      |
| 4 | «Estamos juntos en esto»                                   | 17 de septiembre de 2020  | 2.7                  |
| Elisa huye al ser descubierta, pero Leonardo la sigue y la arresta para llevársela a la comisaría para declarar la verdad. Victoria descubre las deudas de Augusto. |                                                            |                           |                      |
| 5 | «Al enemigo hay que tenerlo cerca»                         | 18 de septiembre de 2020  | 2.7                  |
| Elisa descubre por Darío los negocios ilícitos de su padre. Victoria visita a Nieves, y Renata desea venderle sus acciones a Eugenio. |                                                            |                           |                      |
| 6 | «Tenemos que conocer más uno del otro»                     | 21 de septiembre de 2020  | 2.4                  |
| Leonardo y Elisa fingirán ser novios para poder rescatar a María José, pero Darío podría descubrir la mentira y vengarse de la familia Cantú. |                                                            |                           |                      |
| 7 | «Elisa presenta a Leonardo como su novio»                  | 22 de septiembre de 2020  | 2.5                  |
| Elisa lleva a Leonardo a su casa para presentarlo ante la familia Cantú como su pareja. Victoria amenaza a Renata, Darío y María José cenan juntos. |                                                            |                           |                      |
| 8 | «Elisa se está enamorando de Leonardo»                     | 23 de septiembre de 2020  | 2.7                  |
| Elisa le confiesa a Fernanda que siente algo por alguien. María José intenta escapar y Renata se hace la prueba de embarazo, dudando sí estará embarazada. |                                                            |                           |                      |
| 9 | «Elisa negocia la vida de María José»                      | 24 de septiembre de 2020  | 2.6                  |
| El secuestrador le exige un millón de dólares a Elisa para recuperar a María José; Leonardo y Adriana le ayudarán. |                                                            |                           |                      |
| 10 | «No sé que hubiera hecho sin ti»                           | 25 de septiembre de 2020  | 2.8                  |
| Elisa besa a Leonardo en agradecimiento por su ayuda. Victoria sospecha que algo malo le pasa a Majo, sin saber que Eugenio la manda a matar. |                                                            |                           |                      |
| 11 | «Me enamoré de ti»                                         | 28 de septiembre de 2020  | 2.7                  |
| Darío salva a Majo de ser asesinada y la deja libre, pero ella no puede separarse de él. Nieves le reclama a Leonardo por salir con Elisa. |                                                            |                           |                      |
| 12 | «Quiero estar contigo para siempre»                        | 29 de septiembre de 2020  | 2.7                  |
| Majo le jura amor eterno a Darío y se entregan a la pasión. Leonardo y José Luis entran a la casa de Darío para rescatar a Majo. |                                                            |                           |                      |
| 13 | «Cada día te necesito más»                                 | 30 de septiembre de 2020  | 3.2                  |
| Elisa le agradece a Leonardo por ayudarle a salvar a su hermana y lo besa. Majo rechaza el cariño de Elisa y Victoria le reclama por callar la verdad. |                                                            |                           |                      |
| 14 | «Lo que nos une es lo que nos separa»                      | 1 de octubre de 2020      | 2.8                  |
| Leonardo le pide a Elisa no confundir las cosas, pues el sigue pensando en Julia. Majo defiende a Darío y escapa a ver a Piedad. |                                                            |                           |                      |
| 15 | «No hay nada más que decir»                                | 2 de octubre de 2020      | 2.8                  |
| Tras ver nueva evidencia, Elisa y Leonardo confirman que Julia y Augusto eran amantes. Darío siembra más odio a Majo contra Elisa. |                                                            |                           |                      |
| 16 | «Empezar de cero»                                          | 5 de octubre de 2020      | 2.7                  |
| Leonardo acepta sentir algo por Elisa y le hace una propuesta. Victoria rechaza a Eugenio y Fernanda le tiende una trampa a Sonia. |                                                            |                           |                      |
| 17 | «La verdadera identidad de Rosa Terán»                     | 6 de octubre de 2020      | 2.7                  |
| Elisa le exige a Darío que la deje en paz, pero aún queda trabajo por hacer. La policía descubre quién es Rosa Terán y que relación tenía con Augusto Cantú. |                                                            |                           |                      |
| 18 | «No puedo confiar en ti»                                   | 7 de octubre de 2020      | 2.8                  |
| Leonardo le reclama a Elisa por haberse robado el diario de Julia y ser deshonesta con el. Eugenio intenta besar a Victoria. |                                                            |                           |                      |
| 19 | «Vas a tener que matarme»                                  | 8 de octubre de 2020      | 2.8                  |
| Majo y Darío pelean y se entregan a la pasión. Fabricio le confiesa a Elisa que volvió solo por ella y Fernanda corre a Clara de la empresa. |                                                            |                           |                      |
| 20 | «Contigo a donde sea»                                      | 9 de octubre de 2020      | 2.7                  |
| Elisa y Leo deciden disfrutar el día juntos. Marcelo es detenido por intentar vender la pieza arqueológica y Sonia cae en la trampa de Eugenio. |                                                            |                           |                      |
| 21 | «Chivo expiatorio»                                         | 12 de octubre de 2020     | 2.8                  |
| José Luis le informa a Leonardo que Marcelo se declaró culpable, pero no le cree. Augusto cobra venganza contra Sonia. |                                                            |                           |                      |
| 22 | «Un poquito de compasión»                                  | 13 de octubre de 2020     | 2.9                  |
| Renata sufre un colapso al enterarse por Victoria que Marcelo esta en la cárcel. Leonardo tiene celos de Fabricio y Elisa recibe unas pinturas de Darío. |                                                            |                           |                      |
| 23 | «Fabricio intenta besar a Elisa»                           | 14 de octubre de 2020     | 2.7                  |
| Fabricio le confiesa a Elisa que siempre ha estado enamorado de ella. Leonardo confronta a Eugenio para que le diga dónde esta Sonia. |                                                            |                           |                      |
| 24 | «Quiero que me enseñes a amar»                             | 15 de octubre de 2020     | 2.6                  |
| Darío le dice a Majo que desde que la conoció su vida cambió. Victoria le ofrece su apoyo a Fabricio para conquistar a Elisa, pero ella cada vez ama más a Leonardo. |                                                            |                           |                      |
| 25 | «¡Renata esta embarazada!»                                 | 16 de octubre de 2020     | 2.7                  |
| Renata se desmaya y el doctor le informa que espera un bebé. Elisa inaugura la Galería Cantú, pero llega Darío a amenazarla. Victoria se enfrenta a Leonardo. |                                                            |                           |                      |
| 26 | «Quiero dormir contigo»                                    | 19 de octubre de 2020     | 2.5                  |
| Fabricio presenta a Darío como inversionista de la galería. Renata informa a la familia que esta embarazada. Elisa y Leonardo hacen el amor. |                                                            |                           |                      |
| 27 | «El amor todo lo cura»                                     | 20 de octubre de 2020     | 2.7                  |
| Tras hacer el amor en la noche, Elisa y Leonardo amanecen juntos como ellos querían. Estando en la cama, ella le confiesa quien es Cobra realmente. Darío recibe un balazo, dejándolo gravemente herido. Sonia recibe una visita inesperada de Leonardo, |                                                            |                           |                      |
| 28 | «Ese bebé no puede nacer»                                  | 21 de octubre de 2020     | 2.7                  |
| María José de confiesa a Elisa que se enamoró de Darío, su secuestrador. Por un descuido de Darío, Eugenio toma su celular y haciéndose pasar por el, le envía mensajes a Elisa amenazándola con subir al internet un video de su hermana teniendo relaciones sexuales si no obedece sus órdenes. Victoria acude con Eugenio para que la ayude a detener el embarazo de Renata, derivado de esto, Renata discute con Victoria pero le ocurre un accidente. |                                                            |                           |                      |
| 29 | «Mi propia hija me quiso matar»                            | 22 de octubre de 2020     | 2.8                  |
| Tras el accidente en donde Renata, estando embarazada cae de las escaleras, Victoria asegura que ella la quiso tirar. Renata tiene miedo de perder al bebé tras el accidente. Elisa estando en el aeropuerto esperando un vuelo a Nueva York, Fabricio le llega de sorpresa y le dice que viajará con ella, lo cual Elisa le llama a Leonardo para mentirle que ella ira sola. Después de que Eugenio tomará sin permiso el celular de Darío y se hiciera pasar por el, María José va molesta a ver a Darío al hospital, y le pide una explicación sobre el video que le mandó a Elisa, pero él le jura por su mamá que no hizo nada. Después de regresar de Nueva York, Elisa visita a Leo en su casa y él la confronta por haberle mentido. |                                                            |                           |                      |
| 30 | «No tenemos otra alternativa»                              | 23 de octubre de 2020     | 2.7                  |
| Victoria piensa que ya no tiene opciones sobre el embarazo de Renata, por lo que Eugenio le ofrece su ayuda para que Renata aborte. Darío sale del hospital, busca a Majo y aunque el no lo hiciera le pide a ella disculpas sobre el video, y le jura que esta dispuesto a irse de su vida. |                                                            |                           |                      |
| 31 | «Enemigo en común»                                         | 26 de octubre de 2020     | 2.7                  |
| Leonardo llega a tiempo al hospital para detener a Darío, pero en medio de la pelea entre los dos hombres, María José ayuda al Cobra y logran escapar. Elisa le pide a Victoria que no se meta más en su vida. Renata se entera de que abortó el bebé. Eugenio le pone una trampa a Marcelo y Fernanda le mete la idea a Elisa que Leonardo solo la esta utilizando. |                                                            |                           |                      |
| 32 | «¡Marcelo está muerto!»                                    | 27 de octubre de 2020     | 2.7                  |
| Leonardo se entera de la muerte de Marcelo, le dicen que él se suicidó pero Leonardo cree que fue asesinado. Fernanda comienza a meterle más ideas a Elisa en contra de Leonardo. Elisa enfrenta al doctor por haber operado a Renata, pero ella descubre que fue Victoria quien autorizó que le realizaran un aborto a Renata. |                                                            |                           |                      |
| 33 | «Te tuve que entregar»                                     | 28 de octubre de 2020     | 2.4                  |
| Leonardo se entera de que Tapia mandó a asesinar a Marcelo, por lo que Eugenio le manda a su cómplice un regalo por ayudarlo. Al llegar al hospital, Leonardo ve que Elisa está muy bien acompañada de Fabricio, por lo cual enfurece de celos. María José dice a Renata que se enamoró de Darío desde que fue secuestrada. Fabricio le dice a Victoria que esta dispuesto a continuar con el plan ya antes pactado. |                                                            |                           |                      |
| 34 | «No voy a descansar hasta verlo tras las rejas»            | 29 de octubre de 2020     | 2.6                  |
| Elisa le dice a Fabricio que tiene temor que Leonardo aplique la ley en contra de ella, lo cual, Fabricio le hace una proposición. Leonardo llega al funeral de Marcelo y tiene en la mira a Eugenio por ser el autor intelectual de los crímenes cometidos, también le asegura a Adriana que investigará las galerías de piezas arqueológicas de Elisa. |                                                            |                           |                      |
| 35 | «Una puñalada por la espalda»                              | 30 de octubre de 2020     | 2.6                  |
| Elisa le dice a Leonardo que por sus acciones y celos, lo único que esta provocando es que ella se aleje de él y terminen como pareja. Victoria es sorprendida por Darío, este se presenta como el novio de María José, pero antes la amenaza si planea hacer una denuncia en contra de él. José Luis empieza a atacar a su familia, tras saber que su nuevo jefe será Leonardo, su hermano. |                                                            |                           |                      |
| 36 | «¡Elisa termina con Leonardo!»                             | 2 de noviembre de 2020    | 2.2                  |
| Elisa le dice a Leonardo que ya esta harta que el dude de su familia y de Eugenio en general, por lo que da por terminada su relación. Darío amenaza a Victoria y le pide que sea su cómplice, aparte de confesarle que él mató a Marcelo, también María José se lo confiesa a Elisa. |                                                            |                           |                      |
| 37 | «Dinero sucio»                                             | 3 de noviembre de 2020    | 2.4                  |
| Después de que terminara con Leonardo, Elisa lo busca para avisarle que Darío asesinó a Marcelo. María José se harta de su relación tóxica con el Cobra, decide tenderle una trampa y lo amenaza. |                                                            |                           |                      |
| 38 | «No supimos separar las cosas»                             | 4 de noviembre de 2020    | 2.7                  |
| María José se cansó de Darío y todos sus engaños, lo cual decide terminar con él. Elisa le dice a Leonardo, frente a frente, que mientras exista la investigación, no podrán regresar. De sorpresa, Fabricio llega a la casa de Elisa y decide llevarla a la ubicación de los terrenos donde planean la construcción y termina por robarle un beso. |                                                            |                           |                      |
| 39 | «Fabricio intenta conquistar a Elisa»                      | 5 de noviembre de 2020    | 2.4                  |
| Fabricio le ruega a Elisa una oportunidad más para estar con ella, pero ella termina por rechazarlo. María José decide salir con Clara y Leslie a un antro, pero estando en ese lugar se dan cuenta de que Majo se droga y tienen un problema al pagar la cuenta del lugar. Elisa decide ayudar a Majo con su problema. Elisa llega a la casa de Leonardo con Fabricio, pero a Leo empieza a arder en furia al verlo en su casa. |                                                            |                           |                      |
| 40 | «A partir de ahora eres completamente libre»               | 6 de noviembre de 2020    | 2.5                  |
| Fabricio defiende a Elisa en frente de Darío, pero el le asegura que entre ellos dos tienen cuentas pendientes con el. Leonardo le pide a Elisa verse en un lugar y al llegar le hace saber que lo mejor es que cada quien siga con su vida, ya que Fabricio no se separa de ella. |                                                            |                           |                      |
| 41 | «Quiero terminar con esto de una vez por todas»            | 9 de noviembre de 2020    | 2.3                  |
| Leonardo rompe el corazón de Elisa después de que ella llegará con Fabricio a su casa. Leonardo le hace una propuesta a Clara para que lo ayude a atrapar a Darío. Renata escapa de la clínica con Mauricio para asegurarle a Elisa que a Marcelo lo asesinaron para callarlo. Victoria llega a buscar a Renata para re-internarla. |                                                            |                           |                      |
| 42 | «¿Trato o cárcel?»                                         | 10 de noviembre de 2020   | 2.4                  |
| Leonardo llega de sorpresa a las oficinas del Grupo Cantú para comenzar con la investigación de los registros fiscales de las galerías, por lo que le pide a Elisa que no se lo tome personal tras haber roto su relación. Victoria y Eugenio avisan al personal de la clínica que deben mantener aislada y sedada a Renata para que no vuelva a cometer una locura. |                                                            |                           |                      |
| 43 | «Ya no tengo nada que perder»                              | 11 de noviembre de 2020   | 2.6                  |
| Elisa le informa a Leonardo que ella sacrificó la relación solo sacar a la luz la verdad, a lo que él le asegura que la investigación no es en su contra. Elisa esta cansada de la manipulación de Darío, le confiesa a Adriana que ella es una cómplice forzada de la organización criminal de Darío Ramírez, la cual la obligan a lavar dinero y traficar piezas de arte valiosas, por lo que le asegura que le va a contar todo lo que ella hace y que cuando lo considere, lo detenga. |                                                            |                           |                      |
| 44 | «Elisa exige ser la tutora de Renata»                      | 12 de noviembre de 2020   | 2.7                  |
| Leo se entera de que se detuvo la auditoría contra las galerías de Elisa. Elisa le asegura a su mamá que ella se puede convertir en la tutora de Renata y le pide a Victoria que le ceda la responsabilidad ante un notario. José Luis y Eugenio quieren acabar con Leonardo. |                                                            |                           |                      |
| 45 | «El siguiente paso es detener a Elisa»                     | 13 de noviembre de 2020   | 2.8                  |
| Leo le pide a Elisa que lo ayude a descubrir la verdad, pero ella cree que Leo solo la quiere destruir. Leo se entera de que Elisa se dedica a lavar dinero y que pronto podría pisar la cárcel. Darío le confiesa a Fabricio que son medios hermanos. |                                                            |                           |                      |
| 46 | «Clara y Majo se besan»                                    | 16 de noviembre de 2020   | 2.5                  |
| Clara llega a la casa de María José para contarle lo que le está pasando a Leslie, pero ella al pedirle un consejo para su amiga, Majo comienza a tener un acercamiento especial el cual termina en un beso. Leo le informa a Elisa que están a punto de detenerla por lo que le propone escapar juntos. |                                                            |                           |                      |
| 47 | «¡Quiero que me dejes en paz!»                             | 17 de noviembre de 2020   | 2.8                  |
| Leonardo le pide a Elisa que escape con el para que no pise la cárcel, pero ella se niega y le confiesa que lava dinero por órdenes de Darío. Fabricio llega al centro de operaciones de su papá y es así donde Darío le confirma los negocios ilícitos de Eugenio. Fernanda le revela a Elisa que su madre no esta muerta. |                                                            |                           |                      |
| 48 | «Te vas a quedar sola y en la cárcel»                      | 18 de noviembre de 2020   | 2.6                  |
| Fernanda le pide perdón a Elisa por haberle ocultado la historia de su mamá y de su hijo, pero ella descubre que su mejor amiga mantiene una relación con Fabricio. Renata, María José y Elisa confrontan a su mamá tras descubrir que mantiene una relación con el tío Eugenio, el les reitera que ama a Victoria y les comenta que se quiere casar con ella. |                                                            |                           |                      |
| 49 | «El cuento de la madre abnegada»                           | 19 de noviembre de 2020   | 2.6                  |
| María José cree que su mamá y el tío Eugenio mantenían una relación desde antes de la muerte de su papá, por lo que se opone a que ellos se casen. Renata le confiesa a Majo que su mamá siempre la lastimó ya que cuando era niña la escondía para que los invitados no vieran que su hija tenía un problema. Eugenio amenaza a la enfermera que cuidó a Renata en el psiquiátrico. |                                                            |                           |                      |
| 50 | «¡Leonardo atrapa a Cobra!»                                | 20 de noviembre de 2020   | 2.7                  |
| Leo y Elisa vuelven a estar juntos, pero Darío los sorprende ya que llega a robar a la galería, por lo que Leo lo enfrenta y logra detenerlo. |                                                            |                           |                      |
| 51 | «Eres una asesina, mamá»                                   | 23 de noviembre de 2020   | 2.7                  |
| Majo recibe la noticia de que Darío fue detenido. Renata confronta cara a cara a su mamá y la llama asesina al asegurarle que ella es la culpable de la muerte de su bebé, ya que dio la orden de que le hicieran daño. Leonardo lleva a Darío al interrogatorio, él le confirma que Elisa es su cómplice. |                                                            |                           |                      |
| 52 | «¿Asesinaste a Augusto Cantú?»                             | 24 de noviembre de 2020   | 2.8                  |
| Darío provoca a Leonardo, y caen a los golpes. Fabricio busca a su papá para enfrentarlo y así conocer la verdad; sin embargo Eugenio se empieza a hacer la víctima. |                                                            |                           |                      |
| 53 | «Un acto de caridad»                                       | 25 de noviembre de 2020   | 3.1                  |
| Fabricio le renuncia a Grupo Cantú y justo en ese momento, Fernanda le confiesa que él es el papá de Juanito. Renata le prepara a Elisa y Leonardo, una cena romántica para ellos dos. Clara le confiesa a Doña Nieves que ella está enamorada de María José. |                                                            |                           |                      |
| 54 | «Quiero pasar el resto de mi vida contigo»                 | 26 de noviembre de 2020   | 2.7                  |
| Elisa y Leonardo hacen un juramento de amor en el que se aseguran que siempre estarán el uno para el otro, por lo que no dudan estar nuevamente juntos. Pero para sorpresa de Leonardo, se reencuentra con Cristina, un viejo amor antes de Elisa y Julia. |                                                            |                           |                      |
| 55 | «Orden de aprehensión»                                     | 27 de noviembre de 2020   | 2.7                  |
| Darío se declara culpable, por lo que Leonardo le dice a Elisa que debe escapar para que no vallá la cárcel, pero al salir de su casa se encuentran con José Luis, y le pide a su hermano que se lleve a Elisa a un lugar seguro. Renata se encuentra con su tío Eugenio y lo confronta por lo sucedido en el psiquiátrico. |                                                            |                           |                      |
| 56 | «Me voy a entregar»                                        | 30 de noviembre de 2020   | 2.5                  |
| Leonardo le informa a Elisa que las autoridades ya emitieron una ficha de búsqueda en su contra, por lo que ella esta decidida a entregarse a las autoridades; sin embargo, Leonardo se lo prohíbe. Elisa se entera de que Fernanda fue amante de su papá. |                                                            |                           |                      |
| 57 | «Eres una psicópata»                                       | 1 de diciembre de 2020    | 2.5                  |
| Mario le informa a Leonardo que Cristina sospecha que el protege a Elisa, por lo que le pide que llegue a la auditoría para no levantar sospechas. Leonardo enfrenta a Cristina, y ella le advierte que esta dispuesta a destruir la relación que mantiene con Elisa, ya que desea reconquistarlo. Cristina encuentra el lugar donde Elisa se está escondiendo. |                                                            |                           |                      |
| 58 | «Vine a detener a una prófuga»                             | 2 de diciembre de 2020    | 2.5                  |
| Con mentiras y trampas, Cristina logra entrar a la habitación donde Elisa se está quedando y le hace saber que llegó para ayudarla, pero Elisa al negarse, Cristina le advierte a Elisa que si no se aleja de Leonardo, podría hundirlo a él y a toda su gente. |                                                            |                           |                      |
| 59 | «Elisa Cantú, queda usted detenida»                        | 3 de diciembre de 2020    | 2.5                  |
| Leonardo llega al hospital con Elisa para saber del estado de salud de su sobrina y José Luis le asegura que como jefe de la Fiscalía, es su deber denunciar la presencia de una prófuga. Elisa se despide de Leonardo, pero antes le confiesa a Renata y María José que Fernanda fue amante de su papá. Elisa se entrega a las autoridades, pero Leonardo trata de impedir que ella sea detenida. |                                                            |                           |                      |
| 60 | «Encierran a Elisa en prisión»                             | 4 de diciembre de 2020    | 2.6                  |
| Elisa sabe que lo mejor que pudo haber hecho en la situación que se encuentra es entregarse voluntariamente a las autoridades, es trasladada al reclusorio y le pide a Leonardo que se deje de meter en problemas por su culpa, por lo que él le promete sacarla de la cárcel lo más antes posible. Cristina llega a la celda de Elisa y le hace una propuesta. Adriana se da cuenta de que Mario traicionó a Leonardo en detener a Elisa. |                                                            |                           |                      |
| 61 | «Estoy dispuesta a declarar»                               | 7 de diciembre de 2020    | 2.8                  |
| Cristina comienza a meter presión hacia Elisa para que ella pueda quedarse con el amor de Leonardo, pero la hija de Victoria no piensa caer en los chantajes de Cristina. Leonardo le avisa a Renata que Elisa se entregó a la policía y ella le pide que la ayude a salir de la cárcel. Sonia llega a la fiscalía con Leonardo y dispuesta a declarar en contra de Eugenio. |                                                            |                           |                      |
| 62 | «Salud por tu libertad»                                    | 8 de diciembre de 2020    | 2.9                  |
| Cristina le propone a Elisa que la va ayudar a salir de la cárcel siempre y cuando se aleje de la vida de Leonardo para siempre, pero también la amenaza. Leonardo va a ver a Elisa a la cárcel, pero ella se niega a recibirlo por órdenes de Cristina. Sonia se da cuenta de que José Luis trabaja para Eugenio Serrano. Darío es secuestrado por Fabricio e impide que Darío rinda su declaración para poder sacar a Elisa de la cárcel. Leonardo se entera de que Darío se fugó durante el traslado. |                                                            |                           |                      |
| 63 | «Vinculada a proceso»                                      | 9 de diciembre de 2020    | 2.9                  |
| Tras enterarse de que Darío se fugó durante su traslado a declarar en la fiscalía, Elisa le dice a Fabricio que tiene miedo de que el Cobra le haga daño a María José. Leonardo tiene una cita con Cristina. Elisa da sus argumentos durante la audiencia en su contra y el juez da un veredicto, Elisa debe ser vinculada a proceso por los delitos de lavado de dinero y tráfico de piezas prehispánicas. |                                                            |                           |                      |
| 64 | «Darío y Leonardo pelean a muerte»                         | 10 de diciembre de 2020   | 3.0                  |
| Renata descubre que Darío es hijo de Eugenio, su tío. Adriana visita a Elisa y le asegura que Leonardo esta derrotado al saber que el amor de su vida está en la cárcel y le pide que no se deje manipular por Cristina. La vida de Leonardo y Darío está en peligro. |                                                            |                           |                      |
| 65 | «La suerte está de nuestro lado»                           | 11 de diciembre de 2020   | 2.7                  |
| María José le dice a Elisa que Darío hirió a Leonardo durante un forcejeo, cuando el pretendía detenerlo. Por su parte Darío piensa cumplir con lo que le prometió a María José y a su mamá. En el hospital, Leonardo recibe la llamada por teléfono de Elisa, logrando ella hablar con el. |                                                            |                           |                      |
| 66 | «¡Elisa está libre!»                                       | 14 de diciembre de 2020   | 2.7                  |
| Fabricio consigue la firma de María José. Fernanda le dice a Eugenio que fue Fabricio quien ayudó a Darío a escapar. Elisa sale de la cárcel, recuperando su libertad y va al hospital a reencontrarse con Leonardo. |                                                            |                           |                      |
| 67 | «Las cartas sobre la mesa»                                 | 15 de diciembre de 2020   | 2.8                  |
| Cristina llega a la casa de Elisa y la amenaza con denunciar a María José por ser cómplice de Darío. María José visita a Darío en la cárcel y le anuncia que ella está esperando un bebé, y que el será padre. |                                                            |                           |                      |
| 68 | «Yo te voy a cuidar»                                       | 16 de diciembre de 2020   | 2.9                  |
| Tras enterarse de que María José está embarazada, Elisa acepta el trato de Cristina y se aleja de Leonardo para evitar que su hermana menor, sea encarcelada. |                                                            |                           |                      |
| 69 | «Un reloj de arena»                                        | 17 de diciembre de 2020   | 2.8                  |
| Elisa y Leonardo arman todo el plan para hacerle creer a Cristina y Fabricio que terminaron y seguir su relación de forma clandestina. Eugenio amenaza a José Luis con decir que él fue el asesino de Augusto Cantú y Julia, la prometida de su hermano. |                                                            |                           |                      |
| 70 | «Proteger los bienes»                                      | 18 de diciembre de 2020   | 2.6                  |
| Eugenio le exige a José Luis encontrar a Sonia, de lo contrario podría atentar en contra de su hija Leslie. Cristina le pide a Leo tener relaciones sexuales, pero él la rechaza y le asegura que ella nunca podrá ser como Elisa. José Luis manipula a Adriana para saber dónde está Sonia. |                                                            |                           |                      |
| 71 | «Un corrupto asesino»                                      | 21 de diciembre de 2020   | 2.6                  |
| Leonardo decide platicarle a Elisa todo el acoso que vivió cuando estuvo con Cristina. Victoria le confiesa a Elisa que su papá, le dejó un seguro millonario a Fernanda. Sonia le dice a Adriana que José Luis trabaja para Eugenio. |                                                            |                           |                      |
| 72 | «¡Sonia está en mi departamento!»                          | 22 de diciembre de 2020   | —                    |
| Renata cree que los estudios que encontró en la recámara de María José son del bebé que le van a entregar por lo que tiene una crisis y ataca a Majo. Cristina descubre que Elisa y Leonardo le mintieron. Adriana le confiesa a José Luis que Sonia está en su casa. |                                                            |                           |                      |
| 73 | «José Luis secuestra a Adriana»                            | 23 de diciembre de 2020   | —                    |
| José Luis le confiesa a Adriana lo que sucedió la noche que mataron a Julia y a Augusto. Leo le informa a José Luis que ya comenzaron a investigarlo. Cristina le confirma a Leo que su hermano José Luis es el culpable de todos sus problemas. |                                                            |                           |                      |
| 74 | «Un último trabajo»                                        | 24 de diciembre de 2020   | —                    |
| Eugenio le pide a José Luis matar a Darío, pero él le suplica ayuda para que lo saque del país ahora que su hija Leslie se debate entre la vida y la muerte. Eugenio y Cristina arman un nuevo plan para evitar que sean detenidos. Cristina le pide a Eugenio que le entregue a Elisa. |                                                            |                           |                      |
| 75 | «El final de mi familia»                                   | 25 de diciembre de 2020   | —                    |
| Sonia le plática toda la verdad de José Luis a Leonardo. Elisa cree que Leo es cómplice de los crímenes de su hermano José Luis. José Luis descubre que le han robado la fortuna que tenía guardada en su casa. |                                                            |                           |                      |
| 76 | «El arresto de Majo»                                       | 28 de diciembre de 2020   | —                    |
| Leonardo trata de convencer a Elisa que José Luis no puede ser el asesino de su padre, pero Victoria aprovecha las dudas para confundirla aun más. José Luis sabe que está acorralado y decide huir, pero la amenaza que le hacen en contra su hija lo hacen tomar otra decisión. Cristina por fin logra detener a María José, tras las amenazas que le hizo a Elisa sobre alejarse de Leonardo, pero Elisa no se quedará con las manos cruzadas y le advierte a Cristina que si le llega a pasar algo a su hermana, la matará con sus propias manos. |                                                            |                           |                      |
| 77 | «Tú mataste a la madre de mi hijo»                         | 29 de diciembre de 2020   | —                    |
| José Luis acepta el trato que le ofrecieron, con tal de salvar a Leslie, y se declara culpable del asesinato de Julia y Augusto. Situación que provoca que la relación entre Elisa y José Luis termine definitivamente. |                                                            |                           |                      |
| 78 | «Victoria planea desaparecer a Sonia»                      | 30 de diciembre de 2020   | —                    |
| María José está a punto de tomar una dolorosa decisión, pero peor a último minuto se arrepiente y sigue en marcha su embarazo. Mientras que, Renata alborotada por el supuesto aborto de Majo, le pide a su madre que le asegure que ella si tendrá a su hijo. Victoria desesperada le exige a Eugenio tener al hijo de Sonia a como de lugar. |                                                            |                           |                      |
| 79 | «Ese maldito tiene que pagar»                              | 31 de diciembre de 2020   | —                    |
| María José se entera de que Eugenio es el padre de Darío e intenta avisarle a Elisa, pero ella le revela que ya lo sabía. Por lo que, Majo se da cuenta de que Eugenio es el responsable de todo y tratará de demostrarlo pidiendo ayuda a Leonardo, pero al buscar su ayuda se ven involucradas en un atentado en contra de Leonardo, en donde, Majo termina gravemente herida. |                                                            |                           |                      |
| 80 | «Majo pierde al bebé»                                      | 1 de enero de 2021        | 2.5                  |
| Después de que Eugenio mandara a hacer un tiroteo en contra de Leonardo, Majo resulta gravemente herida y como consecuencia pierde a su bebé. Fabricio arrepentido intenta apoyar a Elisa, haciendo que Eugenio detenga el tiroteo. Elisa rechaza el apoyo de Leonardo y le exige busque al responsable. Darío tras enterarse de lo sucedido le jura a José Luis que tomará venganza si algo le pasa a Majo o a su hijo. |                                                            |                           |                      |
| 81 | «¿Y si yo maté a mi papá y a Julia?»                       | 4 de enero de 2021        | 2.9                  |
| Renata le confiesa a Elisa que ella cree que mató a Augusto y a Julia, ya que ha comenzado a tener ciertos recuerdos la noche que su papá y Julia, perdieron la vida. Victoria le confirma a Renata que ella no mató a nadie. |                                                            |                           |                      |
| 82 | «Una bomba de tiempo»                                      | 5 de enero de 2021        | 2.8                  |
| María José despierta, pero tristemente se entera de que perdió a su bebé; a lo que le pide a Leonardo hacer justicia contra Eugenio Serrano, ya que él es el culpable de todo lo que le sucede a la familia Cantú. Fabricio va a la cárcel a darle la mala noticia a Darío y este lo amenaza con un arma. |                                                            |                           |                      |
| 83 | «Despojo»                                                  | 6 de enero de 2021        | 3.0                  |
| Elisa se entera de que Eugenio y Fabricio despojaron de sus bienes a su mamá, por lo que ahora no es dueña de nada. Victoria descubre que Eugenio mandó a matar a Augusto. Leonardo llega al hospital y tiene un bello gesto con Elisa. |                                                            |                           |                      |
| 84 | «Somos aliados, nada más»                                  | 7 de enero de 2021        | 2.9                  |
| Elisa le confirma a Leonardo que tenía razón sobre las sospechas de Eugenio, por lo que ambos planean una trampa contra Serrano. Elisa le pide a Leonardo no confundir las cosas, ya que solo son aliados. Elisa le solicita a Fabricio renunciar a la dirección general de Grupo Cantú. |                                                            |                           |                      |
| 85 | «Eugenio es el padre del bebé de Sonia»                    | 8 de enero de 2021        | 3.0                  |
| Eugenio se entera de que el hijo de Sonia es de él, pero Renata cree que algo malo pasa con el bebé, ya que observa que la actitud de su tío cambió. Victoria pide hablar a solas con Cristina para burlarse de ella, y le confirma que Elisa y Leonardo están muy enamorados. |                                                            |                           |                      |
| 86 | «La muerte de Leslie»                                      | 11 de enero de 2021       | 2.9                  |
| Leslie cumple su último deseo y conoce el mar con ayuda de su tío Leonardo, Elisa y Carlos. Frente al mar, Leslie le asegura a Leo y a Elisa que desea convertirse en una estrella para cuidar siempre de ellos. Leslie muere tras despedirse de su papá. Darío escapa de la cárcel. |                                                            |                           |                      |
| 87 | «Te voy a matar»                                           | 12 de enero de 2021       | 3.0                  |
| Leonardo le informa a Teresa que Leslie murió y aprovecha el momento para asegurarle a Elisa que cumplirá la promesa que le hizo a su sobrina. Darío le hace una llamada a Fabricio para confirmarle que se escapó de la cárcel solo para vengarse de él y de Eugenio. Elisa se entera de que Renata se robó al hijo de Sonia con ayuda de Victoria y Eugenio. |                                                            |                           |                      |
| 88 | «Esta noche voy a ir por ti»                               | 13 de enero de 2021       | 3.3                  |
| Elisa le confiesa a Leonardo que Eugenio le quitó el bebé a Sonia para dárselo a Renata. Darío le pide a Majo confiar en él y ella acepta escaparse con el. Victoria enfrenta a Eugenio por la muerte de Augusto y él le asegura que lo hizo solo para salvarla. Leonardo le tiende una trampa a Cristina. Elisa enfrenta a Darío al descubrir que Majo se quiere escapar con él. |                                                            |                           |                      |
| 89 | «Yo no maté ni a Julia, ni a Augusto Cantú»                | 14 de enero de 2021       | 3.3                  |
| Majo defiende a Darío de Elisa tras su decisión de irse con el, Darío le pide perdón a Elisa por todo el daño que le ha hecho y que dará la vida por su hermana. Renata apoya a Majo para que se vaya con Darío y junto con Elisa, se despiden de ella; Darío sabe que debe terminar con Eugenio para que los deje en paz. Victoria se casa con Eugenio, pero Renata recuerda cuando Eugenio abusó de ella, por lo que decide ir a su casa a enfrentarlo, Victoria no le cree y ella le asegura que es culpable como su tío. Cristina cae en la trampa de Leonardo y él aprovecha el momento para detenerla. |                                                            |                           |                      |
| 90 | «¿Renata mató a Augusto Cantú?»                            | 15 de enero de 2021       | 3.4                  |
| Eugenio en su defensa le asegura a Victoria que era Renata quien lo provocaba. Darío llega a la casa de su padre para amenazarlo y comenzar con su venganza. Renata sufre porque cree que su papá siempre prefirió a Elisa, pero ella recuerda un suceso del pasado y vuelve a tener en sus manos el arma con la que le apuntó a su papá. |                                                            |                           |                      |
| 9192 | «Darío muere en brazos de Majo»«Voy a amarte toda la vida» | 17 de enero de 2021       | 3.3                  |
| Tras forcejear una pistola con Eugenio, Darío recibe el impacto de bala dejándolo herido de muerte y le jura a Majo amarla por siempre. Renata confiesa ser la asesina de Augusto Cantú tras sus regresiones; Leonardo la trata de tranquilizar, Renata le pide a Elisa que ya no la trate como si estuviera "loca" y le confiesa que Eugenio abusó de ella. Elisa enfrenta a Victoria y le comenta que Renata confesó ser la asesina, pero la verdad sale a la luz. Elisa y Leonardo le tienden una trampa a Victoria y esta confiesa la verdad, ella es la verdadera asesina de Augusto Cantú y Julia Álvarez. Elisa encuentra en la maleta de su madre las piezas arqueológicas por las que secuestraron a María José, en un inicio. Victoria confiesa enfrente de Elisa y Leonardo cómo le hizo creer a Renata que ella había matado a su padre y finalmente, Victoria es detenida. Tiempo después, Elisa y Leonardo finalmente se casan; uno al otro se jura amor eterno para poder iniciar juntos una nueva vida, tras vivir un «Imperio de mentiras». |                                                            |                           |                      |

### Especiales
| N.º                                                                            | Título                                               | Fecha de emisión original |
| ------------------------------------------------------------------------------ | ---------------------------------------------------- | ------------------------- |
| 1                                                                              | «Lo mejor del gran estreno de Imperio de mentiras»   | 19 de septiembre de 2020  |
| 2                                                                              | «¿Qué ocurrió esta semana en ‘Imperio de Mentiras’?» | 26 de septiembre de 2020  |
| Elisa se debate entre el amor que siente por Leonardo y rescatar a su hermana. |                                                      |                           |

## Producción
La producción fue anunciada el 20 de enero de 2020 por Patricio Wills (presidente de Televisa Studios), en el marco de la NAPTE 2020 junto con otras nuevas producciones. El 30 de enero de 2020, la productora Giselle González confirmó que Andrés Palacios y Angelique Boyer, fueron seleccionados para protagonizar la producción. La producción inició grabaciones el 2 de marzo de 2020, dando el claquetazo oficial y confirmando a parte del reparto, entre ellos a Susana González, Leticia Calderón, Alejandro Camacho (en su regreso a Televisa), entre otros.
Originalmente, la telenovela tenía planeado estrenarse el 4 de mayo de 2020, suplantando en el horario estelar de Las Estrellas a la tercera temporada de Sin miedo a la verdad, pero debido a la pandemia de COVID-19 en México, ya no fue así. El 29 de marzo de 2020, Televisa ordenó suspender grabaciones de cualquier programa grabado en sus foros de forma temporal, la cual, la producción tuvo su última grabación el 27 de marzo de 2020, solo alcanzando a grabarse 20 de 80 episodios planeados, cuando se necesitaban 40 episodios para cubrir un tiempo en televisión en lo mientras se reanudaban grabaciones. En respuesta a lo anterior, Televisa decidió posponer el estreno de la producción hasta nuevo aviso, y como emergencia, se retransmitió material de archivo pasado, como Silvia Pinal, frente a ti y Hoy voy a cambiar, también estrenándose anticipadamente la tercera producción de la franquicia Fábrica de sueños: Rubí.
Durante la pandemia, aparte de verse afectada la producción por la misma, también se le suma la salida de dos actores que formaban parte de su reparto: Roberto Romano, debido a un escándalo en donde se filtraron supuestos mensajes de odio y discriminación hacia una mujer; y la primera actriz Angelina Peláez, que se negó a seguir grabando debido al ser una de las personas vulnerables al virus de COVID-19 y evitar ser contagiada, la cual, los actores Javier Jattin y Patricia Reyes Spindola se integraron a la producción retomando sus personajes respectivamente.
La producción junto con otras como: Te doy la vida, La mexicana y el güero y Vencer el desamor, entre otras, retomaron grabaciones la primera semana de junio de 2020, dándose el banderazo de reinicio de grabaciones oficial el 16 del mismo mes, por Alfonso de Angoitia y Bernardo Gómez, CEOs de Televisa. También en ese mismo día, la producción se presentó durante el Up-front virtual de Univision para la temporada en televisión 2020-21. La producción fue adaptada por Leonardo Bechini y María Elena López, la dirección técnica está formada por Armando Zafra y Luis Arturo Rodríguez en las cámaras, Luis García y Hugo Muñoz en la fotografía, y la dirección escénica se encuentra a cargo de Walter Doehner y Juan Pablo Blanco; teniendo contemplado un aproximado de 92 episodios. Las grabaciones de la telenovelas se vieron afectadas tras el contagió por COVID-19 de Andrés Palacios y Michelle González, las cuales se suspendieron a mediados de octubre de 2020, y se retomaron a inicios de noviembre de 2020. La producción de la telenovela finalizó grabaciones el 21 de noviembre de 2020.

## Recepción

### Audiencia
| Temporada | Horario (CT)                                                       | Episodios | Primera emisión          | Primera emisión      | Última emisión      | Última emisión       | Prom. de espectadores (millones) |
| Temporada | Horario (CT)                                                       | Episodios | Fecha                    | Audiencia (millones) | Fecha               | Audiencia (millones) | Prom. de espectadores (millones) |
| --------- | ------------------------------------------------------------------ | --------- | ------------------------ | -------------------- | ------------------- | -------------------- | -------------------------------- |
| 1         | lunes a viernes 21:30 - 22:30 h. domingo 21:00 - 23:00 h. (ep. 91) | 91        | 14 de septiembre de 2020 | 2.8                  | 17 de enero de 2021 | 3.3                  | 2.48                             |

### Crítica
El sitio «La Hora de la Novela», le otorgó una calificación final de 7/10 argumentando en su crítica: «Sin hacer click con la audiencia se va este thriller policiaco de estructura inusual. En lugar de tener múltiples arcos a lo largo de la historia, cada uno de los personajes tuvieron un gran arco que bien pudo desarrollarse en tan solo una semana».
El crítico Álvaro Cueva, escribió para su columna en el periódico Milenio: «Por un momento me sentí en la época de oro de las telenovelas mexicanas, cuando Fernanda Villeli escribía melodramas policiacos para don Ernesto Alonso y todos nos preguntábamos quién era el asesino».

## Premios y nominaciones

### TV Adicto Golden Awards 2020
| Categoría                           | Nominados                                                  | Resultados |
| ----------------------------------- | ---------------------------------------------------------- | ---------- |
| Mejor escenografía y utilería       | Diego Lascuráin                                            | Ganador    |
| Mejor tema musical instrumental     | Jordi Bachbush                                             | Ganador    |
| Mejor actriz en un papel secundario | Susana González                                            | Ganadora   |
| Mejor villano                       | Hernán Mendoza                                             | Ganador    |
| Mejor villana                       | Iliana Fox                                                 | Ganadora   |
| Mejor revelación masculina          | Iván Arana                                                 | Ganador    |
| Mejor primer actor                  | Alejandro Camacho                                          | Ganador    |
| Mejor primer actriz                 | Patricia Reyes Spíndola                                    | Ganadora   |
| Mejor actuación especial masculina  | Enrique Singer                                             | Ganador    |
| Mejor reparto                       | Rodrigo Ruíz                                               | Ganador    |
| Mejor dirección de cámaras          | Armando Zafra Luis Arturo Rodríguez Luis García Hugo Muñoz | Ganadores  |